# Siri Worm
Siri Worm (* 20. April 1992 in Doetinchem) ist eine niederländische  ehemalige Fußballspielerin, die von 2022 bis 2025 bei PSV Eindhoven unter Vertrag stand und zwischen 2012 und 2019 41-mal für die niederländische Nationalmannschaft spielte.

## Karriere

### Vereine
Worm spielte zunächst in der Jugendmannschaft des FC Twente Enschede, ab 2008 in der ersten Mannschaft, mit der sie 2011/12 und 2015/16 Meister der Eredivisie sowie 2012/13 und 1013/14 Meister der gemeinsamen belgisch-niederländischen BeNe League wurde. Ferner gewann sie mit Twente 2014/15 den niederländischen Pokal der Frauen. Durch diese Erfolge war Twente für die UEFA Women’s Champions League qualifiziert. Darin erreichte ihre Mannschaft 2015/16 und 2016/17 das Achtelfinale, scheiterte dort aber jeweils am FC Barcelona. Zuvor war immer im Sechzehntelfinale Endstation gewesen. Dabei brachte sie es auf 13 Einsätze. Zur Saison 2017 wechselte sie zum Everton LFC, mit dem sie in der FA Women’s Super League 2017/18 und 2018/19 den vorletzten Platz belegte. Zur Saison 2019/20 wechselte sie zum Liganeuling Tottenham Hotspur. Vor Beginn der Saison 2021/22 wechselte sie zum Bundesligisten Eintracht Frankfurt und unterschrieb einen Zweijahresvertrag. 2022 wechselte sie zurück in ihre Heimat und schloss sich PSV Eindhoven an, nachdem sie bei Frankfurt nicht über die Rolle einer Ersatzspielerin hinausgekommen war.
Am 20. Mai 2025 gab PSV ihr Karriereende bekannt.

### Nationalmannschaft

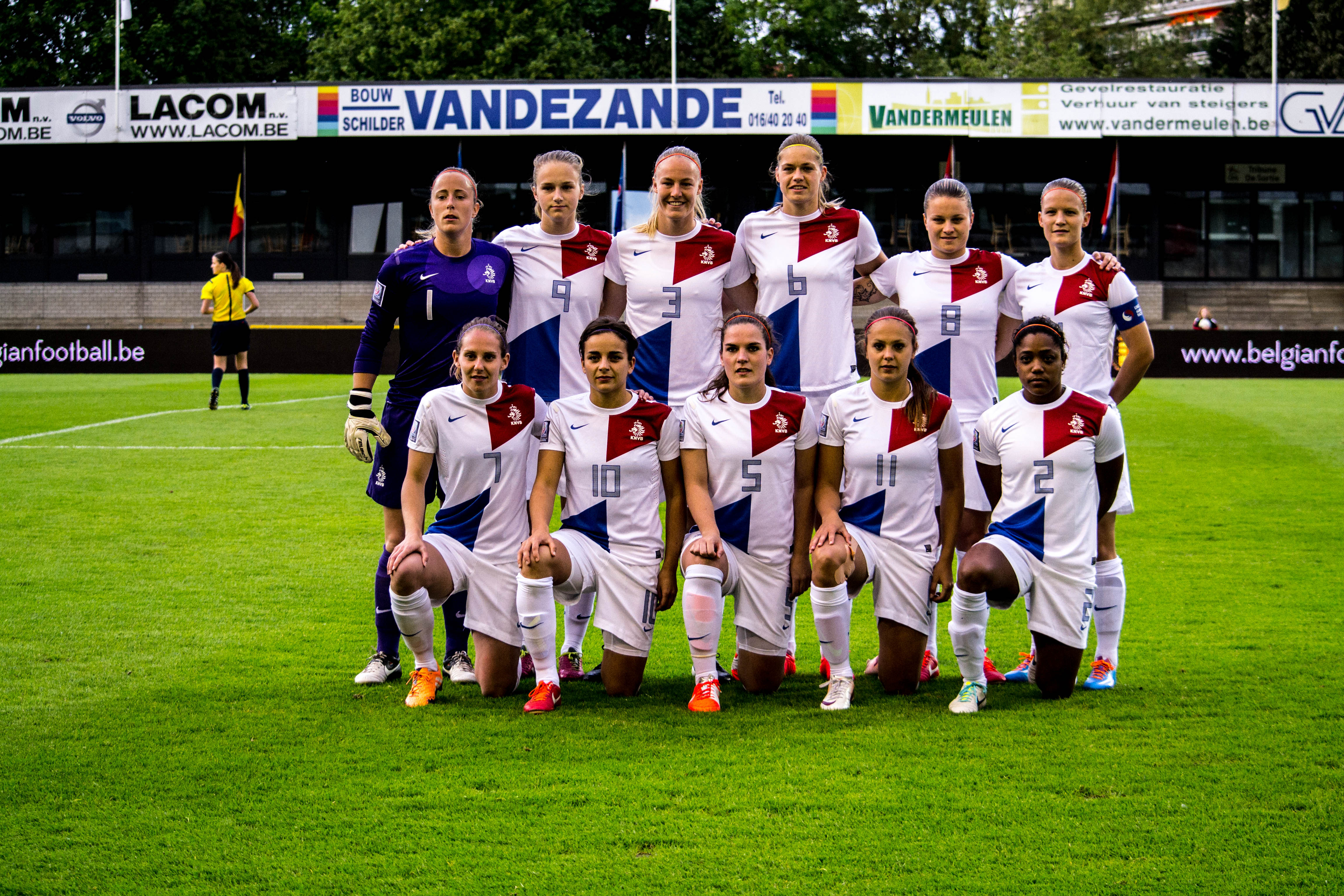
Siri Worm (vorne Mitte, Nr. 5) mit der Nationalmannschaft vor dem WM-Qualifikations-Spiel gegen Belgien am 7. Mai 2014

Worm war bei der U-19-Fußball-Europameisterschaft der Frauen 2010 und der U-19-Fußball-Europameisterschaft der Frauen 2011 Kapitänin der niederländischen U-19-Mannschaft. 2010 erreichte sie mit ihrer Mannschaft das Halbfinale, wo sie erst im Elfmeterschießen scheiterte. 2011 reichte es nur zum dritten Platz in der Gruppe.
Am 25. November 2012 wurde sie erstmals in der A-Nationalmannschaft eingesetzt. Beim 2:0 gegen Wales wurde sie in der 62. Minute für Claudia van den Heiligenberg eingewechselt. 2013 nahm sie mit der Mannschaft an der Europameisterschaft in Schweden teil, kam dabei aber nur im Gruppenspiel gegen Norwegen zu einem 30-minütigen Einsatz. Mit nur einem Punkt aus dem Spiel gegen Titelverteidiger Deutschland schieden die Niederländerinnen als Gruppenletzte aus. In der danach folgenden Qualifikation für die Weltmeisterschaft in Kanada kam sie zu 12 Einsätzen, wurde aber für die WM nicht berücksichtigt. Auch danach wurde sie nur noch sporadisch berücksichtigt und wurde auch nicht für die Heim-EM nominiert, bei der die Niederländerinnen erstmals den EM-Titel gewannen. In der Qualifikation für die WM 2019 brachte sie es auf vier Einsätze, und 2018 gewann sie mit ihrer Mannschaft den Algarve-Cup 2018, da das Finale wetterbedingt nicht ausgetragen werden konnte und somit die Finalisten Niederlande und Schweden beide den Titel erhielten. Dabei hatte sie im ersten Gruppenspiel beim 6:2 gegen Ex-Weltmeister Japan mit dem zwischenzeitlichen 3:0 ihr bisher einziges Länderspieltor erzielt. Für die WM 2019 wurde sie nicht nominiert.

## Erfolge
- Meisterin der Eredivisie 2011/12 und 2015/16
- Meisterin der BeNe League 2012/13 und 2013/14
- Pokalsiegerin 2014/15
- Algarve-Cup-Siegerin 2018